# 井上誠吾
井上 誠吾（いのうえ せいご、1952年9月4日 - ）は、日本の俳優・脚本家・空手家。福岡県宮若市出身。俳優としては本名の他、誠吾 大志の芸名も用いている。

## 来歴
ジャパンアクションクラブ (JAC)に入団後、テレビドラマのレギュラー出演に『大非常線』の伊丹始役、『影の軍団III』の大六役、『柳生十兵衛あばれ旅』の南郷覚之進役、『正義のシンボル コンドールマン』のゼニクレージー役、等がある。
映画では『ラグビー野郎』の有田弘役、『極道渡世の素敵な面々』の白石役、等々に出演。
1990年頃からテレビドラマ・オリジナルビデオ・演劇の脚本を手がけており、Black JAC公演『マグニチュード11』、JAC公演『七人の戦士』、磨心頑公演『モンスタールーム』、等を執筆。
空手家として松涛館流空手や極真空手を経て、現在は杉並区西荻窪に「日本空手道 誠真会館」を創立し館長職。JAC時代からの盟友である大葉健二・関根大学と共に演劇ユニット「磨心頑」も主宰。
企画・製作・脚本をした映画「リトルウイング　3月の子供たち」を東日本大震災の復興支援映画として完成させている。
この作品は「被災した母と子が空手を通して成長していく物語」で、企画に共鳴した寺島進・菜葉菜・河合龍之介・菅田俊・関根大学などの俳優たちがボランティア出演し、福島門馬道場や東京志優会などの空手団体もボランティアで参加している。
復興支援映画として、2012年9月に福島県矢吹町にて近隣の被災者や仮設住宅に住む人々を無料招待して上映。2013年4月には、郷里の福岡県宮若市にてチャリティー上映し、福島県矢吹町に義援金を寄贈している。同年7月・8月にかけて東京にてロードショー公開。10月より大阪にてロードショー公開。
次男の井上大輔はTBSテレビ「THE 世界遺産」等のディレクター。

## 出演作品

### テレビドラマ（レギュラー出演）
- ザ・ボディガード (1974年) - - 悪人の手下や擬斗の相手など [注釈 1]
- 正義のシンボル コンドールマン (1975年) - ゼニクレージー
- 大非常線 (1976年) - 伊丹始
- 影の軍団III (1982年) - つむじの大六
- 柳生十兵衛あばれ旅 (1982年) - 南郷覚之進

### 映画（出演）
- 殺人拳2 (1974年) - コステロの配下C
- 直撃! 地獄拳 (1974年)
- けんか空手 極真拳 (1975年)
- 激突! 合気道 (1975年)
- 少林寺拳法 (1975年)
- ラグビー野郎 (1976年) - 有田弘
- 子連れ殺人拳 (1976年)
- 男組 少年刑務所 (1976年)
- 女必殺五段拳 (1976年) - 沢田昭一
- 空手バカ一代 (1977年)
- 里見八犬伝 (1983年)
- 伊賀野カバ丸 (1983年)
- コータローまかりとおる (1984年)
- ザ・サムライ THE SAMURAI（1986年）
- 必殺4 恨みはらします (1987年) - 加賀爪久馬
- 恋子の毎日 (1988年)
- 極道渡世の素敵な面々 (1988年) - 白石
- 悲しきヒットマン (1989年)
- ザ・ヒットマン 血はバラの匂い (1991年)

### 演劇（出演）
- 酔いどれ公爵 (1985年) - アルマンド

## 脚本作品

### 映画（企画・製作・脚本）
- リトルウイング　3月の子供たち　(2013年)

### 映画（脚本）
- 卍舞2 妖艶三女濡れ絵巻 (1995年)
- チンピラぶるーす ど・アホ! (1996年)
- 八月の暑い空　─最後の特攻隊─(1996年)
- 極道黒社会 RAINY DOG (1997年)
- 殺人者 KILLER OF PARAISO (1999年)

### オリジナルビデオ （脚本）
- 冒険してもいい頃  (1992年)
- 冒険してもいい頃2 (1993年)
- パチスロ一攫千金 パチンコ物語番外篇 (1993年)
- 青い豹 最も危険なヒットマン タキ (1994年)
- 湾岸ミッドナイトFINAL GTR伝説ACT1 (1994年)
- 湾岸ミッドナイトFINAL GTR伝説ACT2 (1994年)
- 青い豹2 88は殺しの番号 (1994年)
- どチンピラ11 (1995年)
- 狂獣の牙 (1995年)
- Zero WOMAN III 警視庁ゼロ課の女 (1996年)
- アホんだら。酒に女にばくちにケンカ (1996年)
- 修羅がゆく3 九州ヤクザ戦争 (1996年)
- 女郎蜘蛛 (1996年)
- 泥棒貴族 BODY HUNTER (1996年)
- 大攻略 究極のランプ打法 (1997年)
- どチンピラ19 仁VS浪花コマシ屋 (1997年)
- 監禁逃亡 略奪愛 (1997年)
- 新・湘南爆走族 荒くれKNIGHT (1998年)
- 新・湾岸ミッドナイト I S30Z VS ゴールドR (1998年)
- 攻略の掟 怒濤のオープンチャッカー打法 (1998年)
- 新・湾岸ミッドナイト II S30Z VS ゴールドR (1998年)
- 香港黒社会 喧嘩組 (1999年)
- 本気!16 報復編 (2000年)
- 最後の侠客 (2005年)

### テレビドラマ（脚本）
- ドラマダス ランボー家の戦争 (1990年)
- 月曜ドラマスペシャル 仙人のいたずら (1991年)
- うしろの百太郎 (1997年)
- 内田康夫ミステリー 信濃のコロンボ2 戸隠伝説殺人事件 (1999年)
- 内田康夫ミステリー 信濃のコロンボ3 追分殺人事件 (2000年)

### 演劇（脚本）
Black JAC公演
- マグニチュード11 (1984年)
- フェスティバル翔 (1984年)
- 青い果実のエピローグ (1985年)
- 俺っちアウトロー (1986年)
- マグニチュード'88 愛 (1988年)
- TOKYO家族 (1990年)
- 俺っちアウトロー2 (1991年)

それ以外の脚本
- 七人の戦士 (1987年、JACサンシャイン劇場公演)
- TOKYO 2050 (2000年、ジャパンアクションエンタープライズ東京グローブ座公演)
- 仁義なき戦い (2005年、ZEPP東京舞台公演)
- モンスタールーム (2008年、磨心頑公演)